# Província do Noroeste (Sri Lanka)

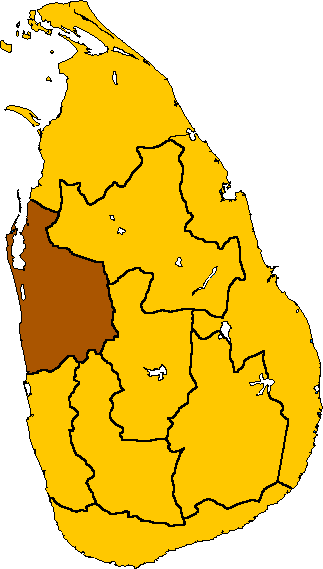
Noroeste

A Província do Noroeste é uma das 8 províncias do Sri Lanka.
- Área: 7.888 km²
- Capital: Kurunegala
- População: 28.571

## Distritos
- Kurunegala
- Puttalam